# Видеохостинг
Видеохо́стинг (от лат. video и англ. hosting) — веб-сервис, позволяющий загружать и просматривать видео в браузере, например, через специальный проигрыватель. При этом большинство подобных сервисов не предоставляют видео, следуя таким образом принципу «контент генерирует пользователь» («User-generated content»). Видеохостинг стал набирать популярность вместе с удешевлением и, следовательно, распространением массового широкополосного доступа в Интернет и совершенствованием и, как следствие, удешевлением жёстких дисков. (В частности на жёстких дисках стало возможно долговременно хранить огромные объёмы данных, что ранее было невозможно.)

## Специализация
Большое количество сайтов видеохостинга тематически не ограничивают своё наполнение. Однако, некоторые видеохостинги занимают специализированные секторы, предлагая тематические порталы. Особое место занимают сервисы публикации научного, научно-популярного и учебного видеоконтента (например, англоязычный сервис SciVee и русскоязычный — ИнтернетУрок).

## Правовые аспекты
В то время как на некоторых сайтах проводится жёсткий контроль закачанных видеофайлов (как, например, на Викискладе, где хранится множество свободных видеороликов), многие видеохостинги испытывают проблемы, связанные с тем, что пользователи закачивают видеоматериалы, не будучи их правообладателями. Так, против YouTube время от времени возбуждаются судебные иски, в которых производители музыкальных видеоклипов, фильмов или телесериалов требуют от Google (владельца сервиса) денежной компенсации.

## Темпы роста объёма и трафика
В конце 2007 года трафик YouTube превысил суммарный трафик Интернета на территории США образца 2000 года. В конце 2008 года YouTube и Hulu превысили этот показатель в два раза.
По сообщениям компании Cisco, объём видеотрафика только в Северной Америке и Европе в октябре 2008 года достиг уровня общего трафика всего Интернета по состоянию на октябрь 2001 года. По подсчётам компании comScore, только в Северной Америке, Великобритании, Франции и Германии потребляется более ста миллиардов минут онлайн-видео в месяц.
На первом месте по месячному трафику несомненно находится
YouTube с отметкой в 31 петабайт (31 миллион гигабайт) в месяц,
на втором — Hulu с 17 петабайтами.
YouTube понадобилось более года, чтобы достигнуть отметки 15 ПБ, в то время как Hulu прошёл этот этап за 7 месяцев, что подчёркивает пионерскую роль сервиса YouTube.
Обозреватели Cisco считают, что видеохостинг сильно поменял роль веб-камеры — с распространением потребительского безлимитного широкополосного доступа в Интернет, для многих она открыла некое окно в «другую комнату». Так, за два месяца в 2008 году посетители сайта ustream.tv посмотрели более пяти миллионов часов видеозаписей щенят, известных под названием Shiba Inu Puppy Cam. Этот объём равняется количеству часов, проведённых спортивными болельщиками на видеосайтах ESPN за этот же период, а использованный трафик (620 терабайт) в 15 раз превысил трафик всего Интернета на территории США за один месяц 1994 года.